# كين ماينارد (رسام كارتون)
كين ماينارد (بالإنجليزية: Ken Maynard)‏ هو رسام كارتون أسترالي، ولد في 1928، وتوفي في 29 سبتمبر 1998 بسبب سرطان الكبد.